# Hesperia Open Invitational
O Hesperia Open Invitational foi um torneio masculino de golfe no PGA Tour disputado entre as décadas de 1950 e 1960. Decorreu no Hesperia Golf & County Club, no alto deserto da cidade de Hesperia, Califórnia.
O recorde de menor volta foi criado em 1959 por Gene Litter, quando jogou 62 (10 abaixo do par do campo).

## Campeões
- 1961  Tony Lema (dinheiro não oficial)
- 1960  Billy Casper
- 1959  Eric Monti
- 1958  John McMullin
- 1957  Billy Maxwell